# Hipposideros gigas
Hipposideros gigas är en fladdermus i familjen rundbladnäsor som förekommer i Afrika. Populationen listades tidvis som synonym till Hipposideros commersoni och sedan 1980-talet godkänns den som art. Båda arter skiljer sig tydlig i några kroppsdelars form och de har olika klickljud för ekolokaliseringen.

## Utseende
Som artepitet gigas (gigantisk) antyder är arten den största fladdermusen i Afrika, förutom flyghundarna. Pälsens färg på ovansidan varierar beroende på årstid och kan vara mera gråbrun respektive orange. Vid den gråbruna varianten är de flesta håren mörkbruna och några har silvergråa spetsar vad som ger en gråaktig skugga, främst på nacken, nära vingarna och på stjärten. Även på undersidan kan den gråa eller ljusbruna pälsen ha silverfärgade hårspetsar. Hos den andra färgvarianten är ovansidan kraftig rödbrun till orange och undersidan lite blekare. Hipposideros gigas har bruna vingar och den del av flygmembranen som ligger mellan bakbenen är likaså brun. Öronen är inte sammanlänkade med varandra med något trekantig form. Artens svans är tydlig kortare än huvud och bål tillsammans (23 till 37 procent).

## Utbredning
Denna fladdermus förekommer i ett mera eller mindre sammanhängande band längs Afrikas västra kustlinje från Senegal till Angola. En annan större population lever vid Indiska oceanen i Kenya och Tanzania. Dessutom är enstaka fynd dokumenterade från centrala Afrika mellan dessa två regionen samt från Namibia. Hipposideros gigas hittas även på några tillhörande afrikanska öar som Bioko.
Arten vistas främst i tropiska skogar i låglandet men den har även andra landskap med träd som habitat. Till exempel lever fladdermusen i savanner. Enligt en teori utgör populationen i savanner en egen art.

## Ekologi
Hipposideros gigas bildar kolonier som kan ha några hundra till flera tiotusen medlemmar. De vilar främst i grottor och ibland i trädens håligheter eller i den täta växtligheten. Fladdermusen är vid slutet av regntiden ofta tyngre men den håller ingen dvala (inte heller torpor) under den torra perioden.
I Gabon sker parningen vanligen i juni och ungen föds i oktober.

## Status
Denna fladdermus är känslig för störningar vid viloplatsen. Den hotas regional av jakt och i hela utbredningsområdet av skogsavverkningar. Populationen anses vara tillräcklig stor för att kompensera hoten. IUCN listar Hipposideros gigas som livskraftig (LC).